# Stéphane Alzraa
Stéphane Alzraa, né en 1981, originaire d'Irigny, est une personne de nationalités française et israélienne.
Il a été condamné, en juin 2014, à une peine de 30 mois d'emprisonnement ferme avec mandat de dépôt pour abus de biens sociaux par le tribunal correctionnel de Lyon, qu'il purgeait à la prison de Corbas, puis, en novembre 2015, à un an d'emprisonnement ferme pour escroquerie à l’assurance par le tribunal correctionnel de Grasse.
Dans l'affaire de la fraude à la TVA sur les quotas de carbone, son rôle semble avoir été de transmettre les informations d'Interpol et d'autres fichiers de police aux principaux fraudeurs à la TVA, par le biais de Michel Neyret, ancien numéro 2 de la police judiciaire lyonnaise. Alzraa avec son cousin Gilles Benichou aurait convaincu Neyret en lui offrant une dizaine de voyages, des séjours dans la villa cannoise d'Alzraa avec voitures de luxe et masseuses, deux montres de luxe...
Bénéficiant d'une permission de sortie, il n'a pas regagné sa cellule le 24 novembre 2015. Le parquet de Lyon a aussitôt ouvert une information judiciaire pour évasion ; Stéphane Alzraa fait alors l'objet d'un mandat d'arrêt. 
Pour avoir corrompu un fonctionnaire de police, Michel Neyret, Alzraa est condamné, en juillet 2016, par le parquet de Lyon et par défaut à 2 ans de prison ferme et à 350 000 € d'amende.
En septembre 2016, le parquet de Lyon requiert son renvoi en correctionnelle dans un dossier d'escroquerie sur la TVA à la taxe carbone portant sur un montant de 50,9 millions €.
Le 21 novembre 2016, Stéphane Alzraa est arrêté lors d'un banal contrôle routier à Tel Aviv. La France demande son extradition, concrétisée le 12 avril 2019. Pour son évasion, le tribunal l'a condamné à 18 mois de prison ferme. Le 12 juillet 2019, Alzraa est condamné à 9 ans de prison ferme dans le cadre de la version lyonnaise de l'escroquerie sur la TVA à la taxe carbone pour "escroquerie en bande organisé et blanchiment", ainsi qu'à 50,9 millions d'euros de dommages et intérêts au profit de l'État français et à un euro symbolique à la caisse des dépôts et consignations pour son préjudice d'image. En revanche, il est relaxé du chef "d'association de malfaiteurs".